# Mikko Manninen
Mikko Manninen (Jyväskylä, 25 de maio de 1985) é um futebolista finlandês que já atuou no JJK Jyväskylä.